# باينتون (ميزوري)
باينتون (بالإنجليزية: Painton)‏ هي إحدى المجتمعات الفردية (غير مصنفة) في ولاية ميزوري في الولايات المتحدة الأمريكية.